# HTML

Példa HTML kódra szintaxis kiemelésekkel és sorszámokkal

A HTML (angolul: HyperText Markup Language, „hiperszöveges jelölőnyelv”) egy leíró nyelv, melyet weboldalak készítéséhez fejlesztettek ki, és mára már internetes szabvánnyá vált a W3C (World Wide Web Consortium) támogatásával. Az aktuális változata az 5, mely az SGML általános jelölőnyelv egy konkrét alkalmazása (azaz minden 5-ös HTML dokumentum egyben az SGML dokumentumszabványnak is meg kell hogy feleljen). Ezt tervek szerint lassan kiszorította volna az XHTML, amely a szintén SGML alapú XML leíró nyelven alapul, de még csak kevés weboldal használja.

## Használata
HTML általában szöveges állományokban található meg olyan számítógépeken, melyek az internethez kapcsolódnak. Ezek az állományok tartalmazzák azokat a szimbólumokat, amelyek a megjelenítő programnak leírják, hogyan is kell megjeleníteni illetve feldolgozni az adott állomány tartalmát. Megjelenítő program lehet egy webböngésző (angolul: web browser), aural böngésző (olyan, amelyik a felhasználónak felolvassa a megjelenítendő szöveget), braille olvasó, amely konvertálja a szöveget braille „formátumba”, levelező program (mint például: Mozilla Thunderbird, Microsoft Outlook, Eudora, Claws Mail stb.), valamint egyéb eszközök, például mobiltelefon.

## Szimbólumok, tartalom
Négyfajta szimbólum (leíró elem) található meg a HTML-ben:
- strukturális elemek, amelyek leírják az adott szöveg "célját" például <h1>A legnagyobb szöveg</h1> mint első szintű címsor (alcím).
- prezentációs szimbólumok, amelyek leírják, hogy az adott szöveg hogyan nézzen ki: például <b>Vastag szöveg</b> vastag kinézetet eredményez. (Ez a forma azonban ma már elavultnak számít, helyette a CSS használata javasolt, ugyanis a legújabb irányelv szerint szét kell választani a tartalmat (amit a HTML kódol) és a formát (amit CSS-ben szokás kódolni), és ezáltal mindenki számára elérhetővé tehetőek a weblapok: felolvasó gépeknek, amit a gyengén látók használnak, szöveges böngészőknek, és nyomtatóbarát verziót is könnyebb készíteni.)
- hiperszöveg (hypertext) elemek, amelyek segítségével kapcsolat létesíthető a dokumentum egyes elemei és más dokumentumok között (például a <a href="https://hu.wikipedia.org/">Wikipedia</a> a Wikipedia szót mint egy kapcsolatot (angol szóval: link) a megadott URL-hez jeleníti meg
- eszköz elemek, amelyek segítségével gombok, listák, beviteli mezők hozhatók létre.

## Felépítés
Egy HTML állomány három fő részre bontható:
1. A Dokumentumtípus-definíció az állomány legelején, pl: 
<!DOCTYPE html>
2. a HTML fejléc <head></head>, ami technikai és dokumentációs adatokat tartalmaz, amelyeket az internet böngésző nem jelenít meg, tehát átlag felhasználó ezeket nem látja és
3. a HTML törzs <body></body>, amely a megjelenítendő információkat tartalmazza.

Tehát egy internetes oldal alapszerkezete a következőképpen nézhet ki:
```
  
<!DOCTYPE html>

  
<
html
>

    
<
head
>

      
<
title
>
Fent lévő címsor
</
title
>

      
<!--esetleges további fejléc-információk-->

       
<!--Itt fogjuk elkezdeni használni a CSS programnyelvet amiről bövebb információt találhatsz a wikipédián!-->

       
<
style
>

            
h1
 
{

            
color
:
 
#478a9e
;

            
}

           

       
</
style
>

    
</
head
>

    
<
body
>

      
<
h1
>
 Hello Világ! 
</
h1
>

      
<
p
>
 Üdvözöllek a weboldalon! 
</
p
>

    
</
body
>

  
</
html
>

```

### Karakterkódolás
Egy HTML dokumentum alapértelmezésként ISO-8859-1, azaz nyugat-európai kódolást használ. Gyakran előforduló hiba szokott lenni, hogy nincs beállítva a charset paraméter a fejléc content attribútumában, annak ellenére, hogy a dokumentum nem nyugat-európai kódolású szöveget tartalmaz. Magyar nyelvű oldalak esetén ilyenkor gyakran az „ő” és „ű” betűk helyett „õ” és „û” karaktereket látunk (ekkor valószínűleg "ISO-8859-2" vagy "windows-1250" volna a helyes charset érték), de az is lehet, hogy minden ékezetes betű teljesen olvashatatlanná válik, betűszemetet eredményezve (ha például a megjelenítendő szöveg UTF-8 kódolású). A charset paraméter értékeként több száz kódolás és érvényes alternatív név (alias) megadható.

#### Numerikus karakter referenciák
Akármilyen kódolást használ is egy HTML dokumentum, bármilyen Unicode karakter megjeleníthető a szövegben annak UCS kódjával „&#” és „;” jelek között. Például a magyar kis „ő” betű UCS kódja a decimális 337 (vagy hexadecimális 151), ezért függetlenül a használt kódolástól, a HTML dokumentumban elhelyezett &#337; vagy &#x151; mindig az „ő” betűt fogja megjeleníteni.

#### Karakter egyedhivatkozások
Az SGML számos Unicode karakterhez definiál egyedi megnevezéseket, azonban a HTML a lehetséges SGML egyedeknek csak egy részét használja (a használt egyedeket a dokumentum Dokumentumtípus-definíciójában kell megadni, és a HTML 4.01-es verziójáig ez nem tartalmazza a közép-európai karaktereket). Emiatt a magyar ékezetes karakterek közül is csak azokra lehetséges SGML egyedhivatkozást megadni, amelyek a nyugat-európai kódkészletben is megtalálhatók. Vagyis hiába definiálja az SGML például „ő” betűhöz az „odblac” nevet, hivatalosan azt egy böngészőnek nem kell tudnia megjeleníteni egy 4.01-es HTML dokumentum esetén.
Az egyedek neveire az „&” és „;” jelek között hivatkozhatunk, így például az &eacute; a kis „é” betűt jeleníti meg.

## XHTML
Az XHTML a HTML megfogalmazása XML-ben (a HTML SGML-ben van definiálva). Gyakorlatilag nincs jelentős eltérés a két nyelv között, csak a formai követelmények lettek szigorúbbak:
- Mindent kisbetűvel kell írni! (kivéve a DOCTYPE elemet)
- Minden elemet le kell zárni! Az üres elemeket önmagukban egy szóközzel és egy / jellel: <br />.
- Az elemeket csak egymásba ágyazva lehet használni! <b><i>Szöveg</b></i> helyett: <b><i>szöveg</i></b>
- A jellemzőket idézőjelek közé írjuk! <table border=1> helyett: <table border="1">
- A jellemzőknek legyen értéke! <input disabled /> helyett: <input disabled="disabled" />

## HTML5
A HTML5 a következő, jelentősen átdolgozott változata a HTML-nek (Hypertext Markup Language), a web fő jelölőnyelvének. Egyik fő tervezési célja, hogy a webes alkalmazásokhoz ne legyen szükség pluginek (pl. Adobe Flash, Microsoft Silverlight, Sun JavaFX) telepítésére.
A specifikáció a HTML4 és az XHTML1 új verzióját jelenti, a hozzájuk tartozó DOM2 HTML API-val együtt. A HTML5 specifikációban leírt formátumba történő migráció HTML4-ről, vagy XHTML1-ről a legtöbb esetben egyszerű, mivel a visszamenőleges kompatibilitás biztosított.
A specifikáció a közeljövőben támogatni fogja a Web Forms 2.0 specifikációt is.
HTML5-ben lehetőség van audio és videofájlok beillesztésére, erre a célra külön tagek vannak (<audio>, <video>). Továbbá létezik egy úgynevezett <canvas> tag, mely egy vászon. Erre Javascript segítségével lehet rajzolni, vagy képet beilleszteni.
Fontos megemlíteni, hogy a HTML5-ből kivették az elrendezés megadó tulajdonságokat. Ezeket CSS-ben kell megadni.